# Ryan Leslie (musikalbum)
Ryan Leslie är ett musikalbum från 2009 av sångaren och producenten Ryan Leslie.

## Låtlista
| Nr  | Titel                               | Producer    | Längd |
| --- | ----------------------------------- | ----------- | ----- |
| 1.  | Diamond Girl                        | Ryan Leslie | 3:44  |
| 2.  | Addiction (feat. Cassie & Fabolous) | Ryan Leslie | 4:00  |
| 3.  | You're Fly                          | Ryan Leslie | 4:27  |
| 4.  | Quicksand                           | Ryan Leslie | 3:43  |
| 5.  | Valentine                           | Ryan Leslie | 3:44  |
| 6.  | Just Right                          | Ryan Leslie | 4:43  |
| 7.  | How It Was Supposed to Be           | Ryan Leslie | 3:22  |
| 8.  | I-R-I-N-A                           | Ryan Leslie | 4:09  |
| 9.  | Out of the Blue                     | Ryan Leslie | 3:41  |
| 10. | Shouldn't Have to Wait              | Ryan Leslie | 4:12  |
| 11. | Wanna Be Good                       | Ryan Leslie | 4:01  |
| 12. | Gibberish                           | Ryan Leslie | 4:20  |